# Allium anceps
Allium anceps är en amaryllisväxtart som beskrevs av Albert Kellogg. Allium anceps ingår i släktet lökar, och familjen amaryllisväxter. Inga underarter finns listade i Catalogue of Life.